# Штефан Юлиус Гаврил
Штефан Юлиус Гаврил (Ștefan Iulius Gavril; Брашов, 17 июля 1989 г.) — румынский бегун на средние дистанции.
В 2003 году он вместе с семьей переехал в Турин в Италии, где начал заниматься боевыми искусствами и кикбоксингом . В 2011 году он выиграл чемпионат мира по кикбоксингу, но в последующие годы увлекся легкой атлетикой. В 2013 году он провел свои первые соревнования в Турине, а через шесть месяцев переехал в Швецию по учёбе и спорту, где начал успешно тренироваться в команде IFK Umeå . С 2016 года он перешёл, чтобы бегать за Атлетизм Ниццы Лазурного берега с сильным прогрессом в результатах, пока он не установил национальный рекорд в 10 км в декабре 2019 года и в феврале 2020 года — в 5 км.
С 2017 года представляет сборную Румынии на чемпионате Балкан и в Кубке Европы на 10000 метров.

## Национальные рекорды
Seniores
- 5 км: 14’06 " ( Монако, 16 февраля 2020 г.)
- 10 км: 28’53 " ( Марокко Дахла, 22 декабря 2019 г.)

| Год  | Демонстрация                                         | Штаб-квартира      | Мероприятие     | Результат | Представление |
| ---- | ---------------------------------------------------- | ------------------ | --------------- | --------- | ------------- |
| 2017 | Балканские чемпионаты                                | Сербия, Нови-Пазар | 1500 м этажей   | 6º        | 3’56 "93      |
| 2017 | Балканские чемпионаты                                | Сербия, Нови-Пазар | 3000 м этажей   | 4-й       | 8’34 "15      |
| 2018 | Балканские чемпионаты бега по пересеченной местности | Румыния, Ботошани  | Физическое лицо | 4-й       | 30’12 "       |
| 2018 | Балканские чемпионаты бега по пересеченной местности | Румыния, Ботошани  | В командах      |           |               |
| 2020 | Балканские чемпионаты Полу марафон                   | Хорватия, Загреб   | Физическое лицо | 4-й       | 1ч07’11 "     |
| 2020 | Балканские чемпионаты Полу марафон                   | Хорватия, Загреб   | В командах      |           | 2ч 18’32 "    |

## Другие международные соревнования
2019 г.
- 2-е место в гонке C Кубка Европы на 10000 метров ( Великобритания Лондон) — 29’33 "44[2]